# Johannes Schildgen
Johannes Schildgen (* 1987 in Daun) ist ein deutscher Informatik-Professor, Keynote-Speaker und Fachbuchautor. Er ist Preisträger des Ars legendi-Preises für exzellente Hochschullehre.

## Leben
Johannes Schildgen studierte Informatik an der Technischen Universität Kaiserslautern, wo er im Jahr 2012 sein Studium abschloss und im Jahr 2017 mit der Dissertation Datentransformationen in NoSQL-Datenbanken zum Dr.-Ing. promoviert wurde. Vor seiner Professur arbeitete er beim Datenbankunternehmen Exasol in Nürnberg. Seit 2020 lehrt er an der Ostbayerischen Technischen Hochschule (OTH) Regensburg mit den Schwerpunkten Datenbanken, Big Data und Programmierung.
Als Keynote-Speaker hält er Vorträge zu Themen wie Digitalisierung und Künstliche Intelligenz auf eine allgemeinverständliche und unterhaltsame Art und Weise.

## Publikationen
- Sprachkurs Python - Das Programmier-Hörbuch. 2024
- Sprachkurs Java - Das Hörbuch über objektorientierte Programmierung. 2023
- Sprachkurs SQL - Das Datenbanken-Hörbuch. 2019
- MongoDB kompakt. 2023